# Гемминген, Йохан фон
Йоханн Отто фон Гемминген (23 октября 1545 - 6 октября 1598) был епископом Аугсбурга с 1591 по 1598 год.

## Биография
Йохан Отто фон Гемминген родился в Тифенбронне 23 октября 1545 года и был четвертым ребенком Ганса Дитриха фон Геммингена и его жены Магдалены. Он, вероятно, провел свои первые годы в замке Вайнфельден, прежде чем его отец продал его семье Фуггеров в 1555 году. Он учился в Италии, прежде чем поступить в университет Ингольштадта в 1565 году.
Он стал каноником Аугсбургского собора в 1565 и собора Айхштетта в 1568 году. Он стал настоятелем Аугсбургского собора в 1580 году и был рукоположен в священники в 1581 году. Капитул собора Айхштетта избрал его епископом Айхштетта в 1590 году, но отказался, потому что он хотел остаться в Аугсбурге. Его племянник, Иоганн Конрад фон Гемминген, впоследствии был избран епископом Айхштетта.
Кафедра Аугсбургского собора избрала его епископом Аугсбургским 21 марта 1591 года. Папа Григорий XIV подтвердил его назначение 10 мая 1591 года, и он был рукоположен в епископы 25 августа 1591 года. Как епископ, Йохан продвигал католицизм и представил многие реформы. Он продвигал использование катехизиса Петруса Канизиуса в Аугсбургском епископстве. Он также установил много благотворительных работ.
Йохан Отто фон Гемминген умер в Диллингене-на-Донау 6 октября 1598 года.